# Joan van der Bosch
Joan van der Bosch is een Surinaams-inheems kapitein. Ze is sinds 2004 dorpshoofd van Pikin Poika, als mogelijk eerste vrouwelijke dorpshoofd van Suriname. Daarnaast is ze adjunct-districtscommissaris en ressortraadsvoorzitter. De jaren 2010 stonden in het teken van de strijd voor inheemse grondenrechten, nadat de regering delen van het woon- en leefgebied van haar dorp in handen had gegeven van een partij-loyale verkavelaar.

## Biografie

### Gekozen dorpshoofd
Joan van der Bosch is kleindochter van Frans Comvalius, de stichter van Pikin Poika. Haar moeder was Theresia Hoogland. Zij overleed in 2022 en werd voor het eerst sinds 125 jaar weer op de begraafplaats bij Pikin Poika begraven.
Joan van der Bosch woonde in 2004 in Paramaribo en werd toen door de inwoners van Pikin Poika gevraagd dorpshoofd te worden. De beslissing nam ze weloverwogen, omdat het een verandering betekende waarvoor ook haar man en zoontje naar Pikin Poika moesten verhuizen. Haar ouders, broers en zussen woonden nog steeds in het dorp. Nadat ze toezegde, werd een huisje in het dorp voor hun gebouwd. Op dat moment waren er nog geen vrouwelijke dorpshoofden in Suriname en mogelijk ook niet ervoor, waardoor ze waarschijnlijk het eerste vrouwelijke dorpshoofd van Suriname is. Ze is hiermee een voorbeeld voor anderen. In 2012 kende Suriname inmiddels zes vrouwelijke dorpshoofden.
Ze trad daarnaast aan als adjunct-districtscommissaris en kreeg de leiding over de ressortraad van Para-Noord. Tijdens haar leiderschap verkreeg ze voor haar dorp stromend water en een 24-uursvoorziening voor elektriciteit. Hierin werkte ze samen met het nabijgelegen Santigron. Ook stimuleert ze het contact met andere dorpen, door middel van het organiseren van inheemse markten in de Palmentuin in Paramaribo en voetbaltoernooien voor inheemsen. Verder regelde ze dat jongeren in het dorp werk kregen in de bananensector en er school- en staatsvervoer aanwezig is zodat de jongeren onderwijs kunnen volgen.
Pikin Poika heeft inwoners die verschillende religies volgen, waardoor zij zowel islamitische als christelijke diensten bijwoont. In augustus vestigde de Al-Khemia Foundation een moskee in het dorp, waaraan projecten voor onderwijs en landbouw zijn gekoppeld. In maart 2019 kwam bisschop Karel Choennie op haar uitnodiging naar het dorp om een mis te houden.

### Opleiding en andere activiteiten
In 2016 voltooide ze de hbo-opleiding aan het Instituut Bestuurs Ambtenaren Suriname (IBAS), waarin haar grote interesse uitging naar het vak recht. Verder volgde ze in nationaal en internationaal verband trainingen en conferenties via de Vereniging Inheemse Dorpshoofden Suriname (VIDS).
Ze maakt deel uit van het VIDS-bestuur. Ook is ze geregeld aanwezig bij de installatie van andere inheemse leiders, zoals in 2010 Url Tapoto als dorpshoofd van Pikin Saron, in 2012 Anesta Jagendorst als dorpshoofd van Bigi Poika en in 2021 Jimmy Toeroemang als granman van het Trio-volk.
Tijdens de coronacrisis in Suriname stimuleert zij vaccinatie. In augustus 2021 liet zij zich in het openbaar vaccineren om een voorbeeld te zijn voor andere inheemsen en hun doprshoofden. In november 2021 overhandigde ze vanuit VIDS beschermingsmiddelen aan Trio-granman Toeroemang.

### Inheemse grondenrechten
In de jaren 2010 begonnen grondenrechten een belangrijke rol te spelen, toen het Suricom Park ter grootte van 500 hectare werd aangelegd in het woon- en leefgebied van Pikin Poika. De regering had deze gronden in handen gegeven van een verkavelaar die loyaal was aan de regeringspartij NDP. Daarnaast zou 50 hectare van de grond door president Bouterse toebedeeld zijn aan wakamans onder leiding van Siebrano Piqué, die in deze tijd samen met de protestbeweging Wij Zijn Moe de regering Bouterse onder druk zetten. In een interview in september 2018 zei Pique dat de belofte van 50 hectare aan de wakamans niet gedaan was.
Rond 2014, toen het duidelijk werd dat de regering de gronden zonder overleg aan derden had weggegeven, kwam ze met het dorp in verzet door wegblokkades op te richten. Dit schrikte een enkele koper af, maar kon de woningbouw niet stoppen. In maart 2020 maakte minister Vijay Chotkan van Openbare Werken, Transport en Communicatie een bezoek aan het dorp dat hij aankondigde aan de basja's, met de kanttekening dat de aanwezigheid van Van Der Bosch als dorpshoofd niet gewenst was. Tijdens het bezoek, waarin hij werd bijgestaan door NDP-partijgenoot en oud-minister Martin Misiedjan, kondigde hij de aanleg van een weg dwars door het dorp aan. Van der Bosch verweet de minister disrespect, omdat hij haar niet betrok bij en zelfs niet informeerde over de aanleg. De ontzetting onder dorpelingen was groot, te meer omdat de weg heilige gronden doorkruiste, dwars door een begraafplaats van belangrijke piaimans en sjamanen. Volgens de Amazone Partij Suriname (APS) zou dit gedrag van de regering een "steeds bruter patroon van schending van de inheemse rechten" bevestigen. Protesten van Van der Bosch bij de projectcoördinator om de machines te laten stoppen hadden geen succes. Naast de fysieke tweedeling van het dorp, leidde de aanleg tot verdeeldheid onder dorpelingen zelf van wie Bouterse-loyalisten Van der Bosch, de basja's en andere dorpelingen bedreigden.
Na de verkiezingen van 2020 maakte de nieuwe president Chan Santokhi een kennismakingsbezoek aan het dorp, voor Pikin Poika een unicum dat door Van der Bosch "een heugelijk feit" werd genoemd. In het gesprek kaartte ze de problemen aan van het dorp en maakte ze de belangen van de dorpelingen duidelijk, waaronder verkeersveiligheid voor de kinderen en de erkenning van inheemse rechten zoals de uitvoering van het Kaliña- en het Lokono-vonnis van het Inter-Amerikaans Hof voor de Mensenrechten.
In september 2021 was er een dispuut met een echtpaar uit Santigron die bomen op het grondgebied van Pikin Poika kapte om hun woning te kunnen bouwen. Volgens Stichting voor Bosbeheer en Bostoezicht (SBB) mocht het echtpaar dit doen omdat het terrein de bestemming van vrije domeingrond had. Joan van der Bosch beriep zich op internationale wetgeving die dit soort rechten toerekent aan de inheemse bewoners zelf. Van der Bosch gaf aan strijdbaar te zijn en het beleid te willen voorleggen aan de rechter. Op 28 december 2021 overhandigde ze een petitie aan DNA-voorzitter Marinus Bee met daarin de oproep om de behandeling van de initiatiefwet wijziging Decreet Uitgifte Domeingrond op te schorten.